# Ratomir Dugonjić
Ratomir-Rato Dugonjić, bosansko-hercegovski revolucionar in politik * 10. januar 1916, Trebinje † 27. junij 1987, Sarajevo.
Med majem 1974 in aprilom 1978 je bil prvi predsednik Predsedstva Socialistične republike Bosne in Hercegovine(SR BiH).

## Življenjepis
Pred vojno je v Beogradu diplomiral iz prava. Leta 1937 je postal član KPJ in leta 1940 CK SKOJ. Med vojno je bil sekretar SKOJ v več enotah in sodeloval v najvišjih političnih organih Narodnoosvobodilnega gibanja.
Po vojni je imel pomembne politične funkcije: sekretar CK SKOJ in predsednik USAOJ (Zveze antifašistične mladine Jugoslavije), sekretar Mestnega komiteja KPJ za Beograd, minister za lahko industrijo FLRJ, veleposlanik SFRJ na Poljskem in v Združeni arabski republiki, podpredsednik zveznega zvršnega sveta SFRJ, predsednik SSRN/SZDL BiH, predsednik Skupščine SR BiH (1963-67), predsednik SSRN/SZDL Jugoslavije (1967-74), poslanec republiške in Zvezne skupščine, član politbiroja/IK CK KP/ZK BiH, član CK ZKJ in njegovega predsedstva od ustanovitve tega organa 1966, član predsedstva SFRJ in Sveta federacije ...
Bil je narodni heroj Jugoslavije, junak socialističnega dela itd.